# Munkbat Jigjid
Jigjid Munkbat (in mongolo Жигжидийн Мөнхбат; 1º giugno 1941 – 9 aprile 2018) è stato un lottatore mongolo, specializzato nella lotta libera.

## Palmarès

### Olimpiadi
- 1 medaglia:
  - 1 argento (Città del Messico 1968 nei pesi medi)

### Mondiali
- 1 medaglia:
  - 1 bronzo (New Delhi 1967 negli 87 kg)